# Narain Karthikeyan

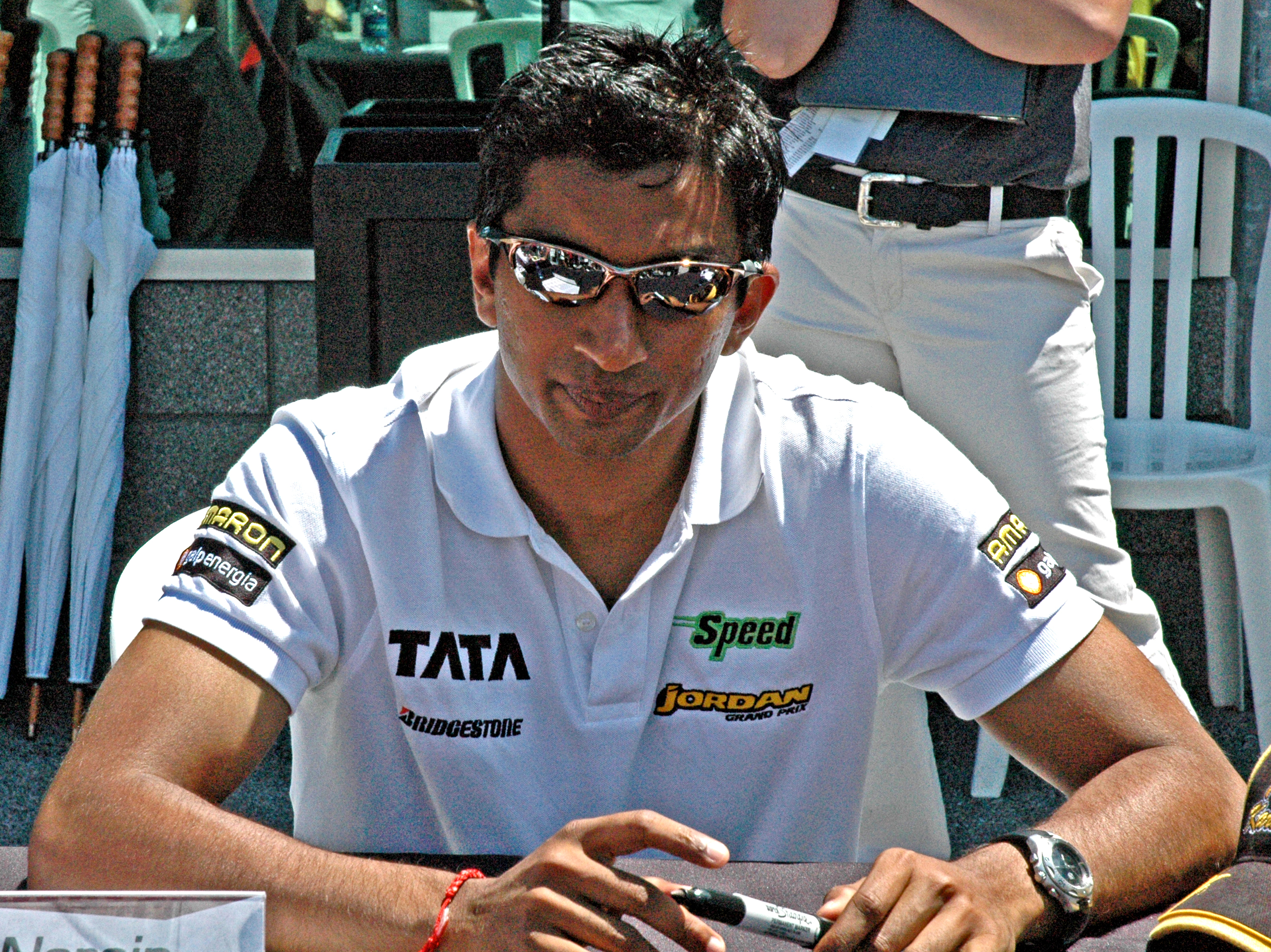
Karthikeyan en el Gran Premi d'Austràlia de 2005

Kumar Ram Narain Karthikeyan (14 de gener de 1977 a Madràs, Tamil Nadu) és un pilot de competició tàmil, essent el primer d'aquesta ètnia a disputar una competició de Fórmula 1. Els seus primers punts en el Campionat de F1 els va obtenir en el Gran Premi dels Estats Units del 2005, en el que es va classificar en quarta posició. En aquella cursa tots els pilots que duien pneumàtics Michelin es van negar a participar pel perill que corrien, ja que els pneumàtics rebentaven en l'última corba del circuit d'Indianàpolis.
Karthikeyan va estar interessat en l'esport del motor des de ben petit, car el seu pare va ser campió nacional del rally a l'Índia. Amb l'ambició d'ésser el primer pilot tàmil de Fórmula 1, Karthikeyan va acabar en el podi en la seva primera carrera, en Sripermudur. Llavors estava en l'escola de conducció d'Elf Winfield a França, mostrant el seu talent sent semifinalista en la competició de pilots Elf per la Fórmula Renault el 1992. Va tornar a l'Índia per córrer la Fórmula Maruti a la temporada del 1993, i al mateix any, també va participar en la Fórmula Vauxhall Junior a Gran Bretanya. Aquesta competició li va donar molta experiència i va tenir ganes de tornar l'any següent.

## Cronologia esportiva
- 2007: Pilot de proves de WilliamsF1 i participant A1GP
- 2006: Pilot de proves de WilliamsF1
- 2005: Fórmula 1 amb l'equip Jordan Grand Prix
- 2004: Fórmula Nissan World Series (World Series by Nissan), 6é (RC)
- 2003: Fórmula Nissan World Series (Superfund Word Series), 4t (Carlin)
- 2002: Fórmula Nissan World Series (Telefonica World Series), 9º (RC)
- 2001: Fórmula Nippon, 14e (Impul)
- 2000: British Fórmula 3, 4t (Stewart)
- 1999: British Fórmula 3, 6t (Carlin)
- 1998: British Fórmula 3, 12é (Carlin)
- 1997: British Fórmula Vauxhall, 8é
- 1996: Fórmula Àsia, Campió
- 1995: Fórmula Àsia (4 curses)
- 1994: British Fórmula Ford Winter Series, Campió
- 1993: Indian Fórmula Maruti + British Fórmula Vauxhall Junior

Equips: Carlin Motorsport, RC Motorsport, Team Impul
Campionats: British Fórmula 3, Fórmula Nippon, Fórmula Nissan (ara coneguda com a Fórmula Renault)